# Таузар
Таузар (араб. توزر‎) - місто в Тунісі, центр однойменного вілаєту. Знаходиться на північному заході від соленого озера Шотт-ель-Джерід та за 450 км від столиці країни. Населення - 32 400 чол. (2004). 